# Johan Aschehoug Kiær
Johan Aschehoug Kiær, född 11 oktober 1869 i Drammen, död 1931, var en norsk paleontolog, av samma släkt som Frantz Kasper och Anders Nicolai Kiær.
Kiær studerade först zoologi, övergick därefter till paleontologi och blev 1909 professor i paleontologi och historisk geologi vid Kristiania universitet. Han blev även chef för det nyinrättade paleontologiska museet vid Tøien. Nämnas bör även hans fynd av fiskar och större kräftdjur i de översta översiluriska sandstenarna i Oslotrakten. Han blev ledamot av Fysiografiska sällskapet i Lund 1920.
Han publicerade en rad arbeten, främst i "Kristiania videnskabsselskabs forhandlinger", av vilka märks Oversigt over Norges ascidiæ simplices (1893), Faunistische Übersicht der Étage 5 des norwegischen Silursystems (gradualavhandling, 1897), Kavision der mittelsilurischen Heliolitiden (1903), Obersilur im Kristianiagebiete (belönat med Nansenpriset, 1906) och The Lower Cambrian Holmia Fauna at Tømten in Norway (1906).